# Ottignies-Louvain-la-Neuve
Ottignies-Louvain-la-Neuve (en wallon : Ocgniye-Li Noû Lovén) est une commune et ville francophone de Belgique, située dans la province du Brabant wallon en Région wallonne, qui accueille sur son territoire l'Université catholique de Louvain (UCLouvain).
La commune d'Ottignies-Louvain-la-Neuve regroupe les entités d'Ottignies, de Louvain-la-Neuve, de Limelette et de Céroux-Mousty.

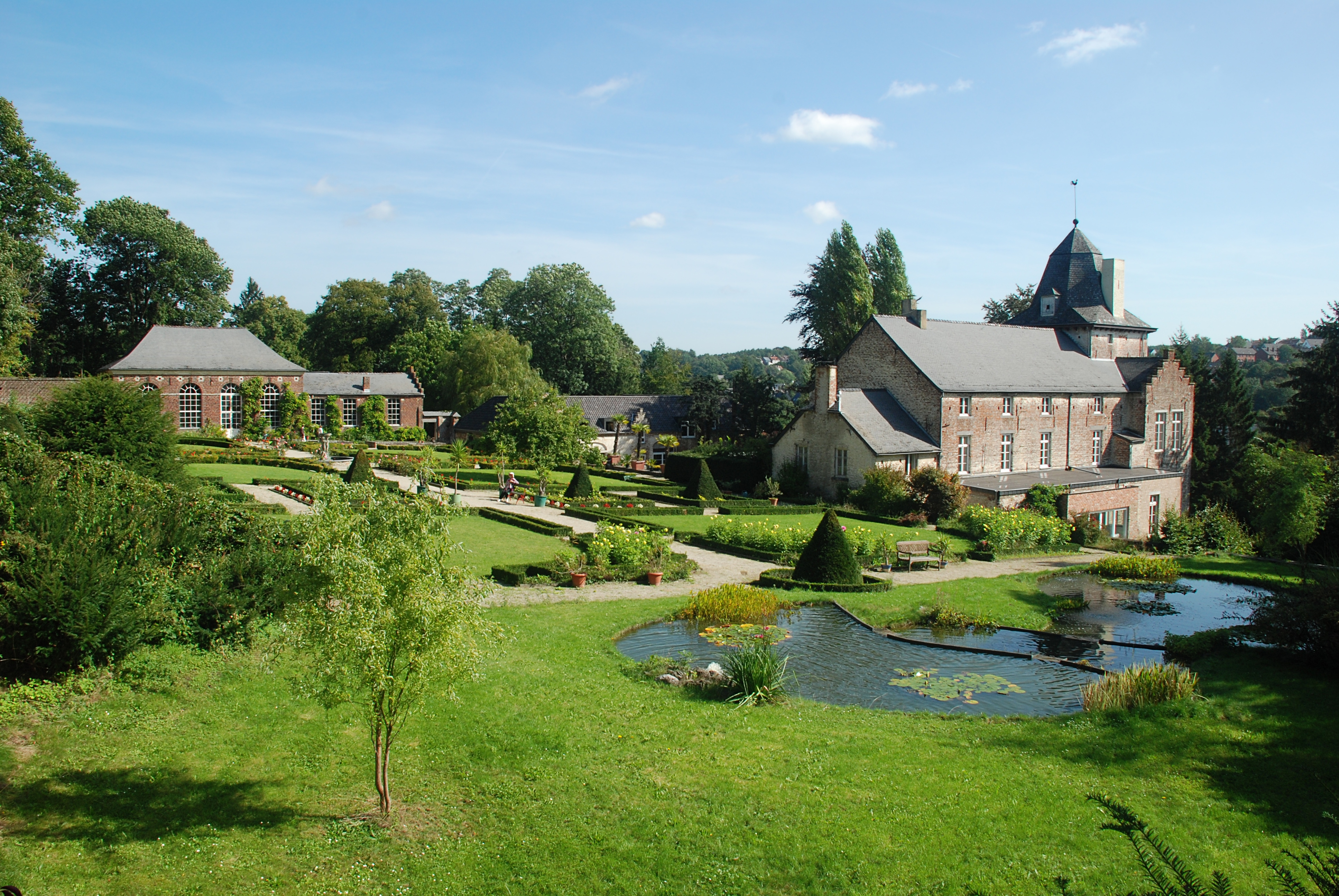
Château d'Ottignies.

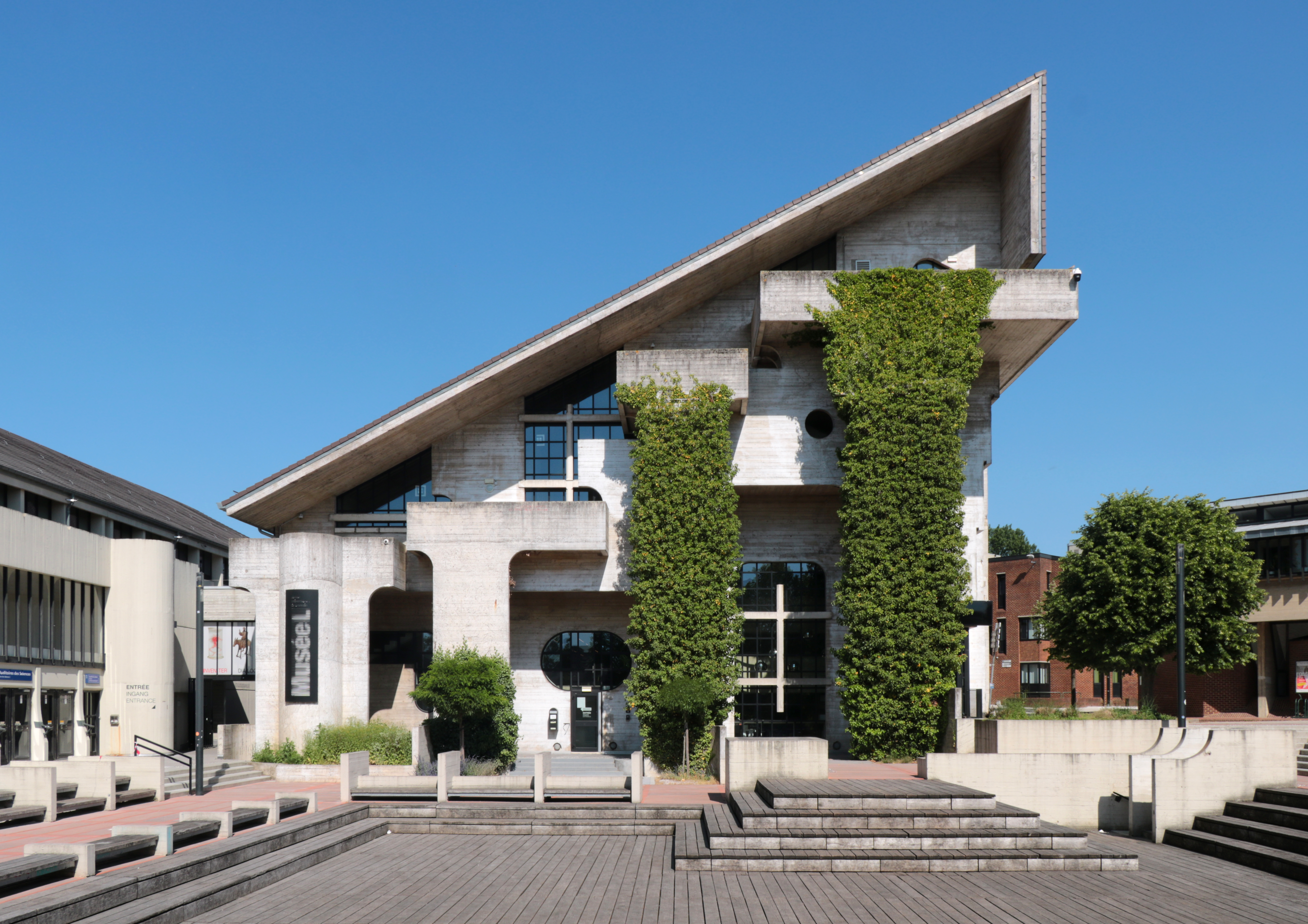
Ancienne bibliothèque des Sciences (Louvain-la-Neuve)
(André Jacqmain - 1970-1975) ;
siège du Musée L depuis 2017.

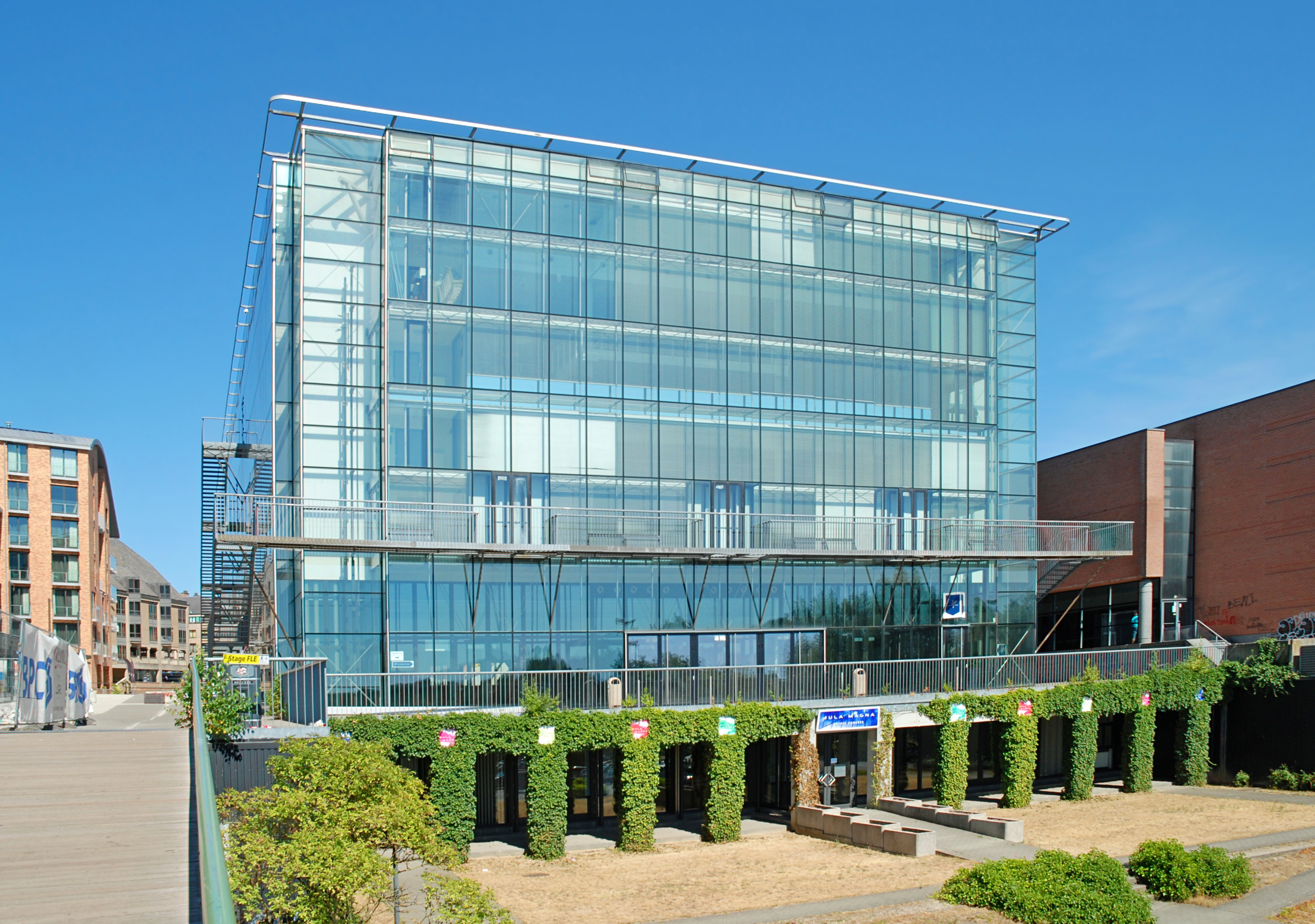
Aula Magna (Philippe Samyn - 1999-2001).

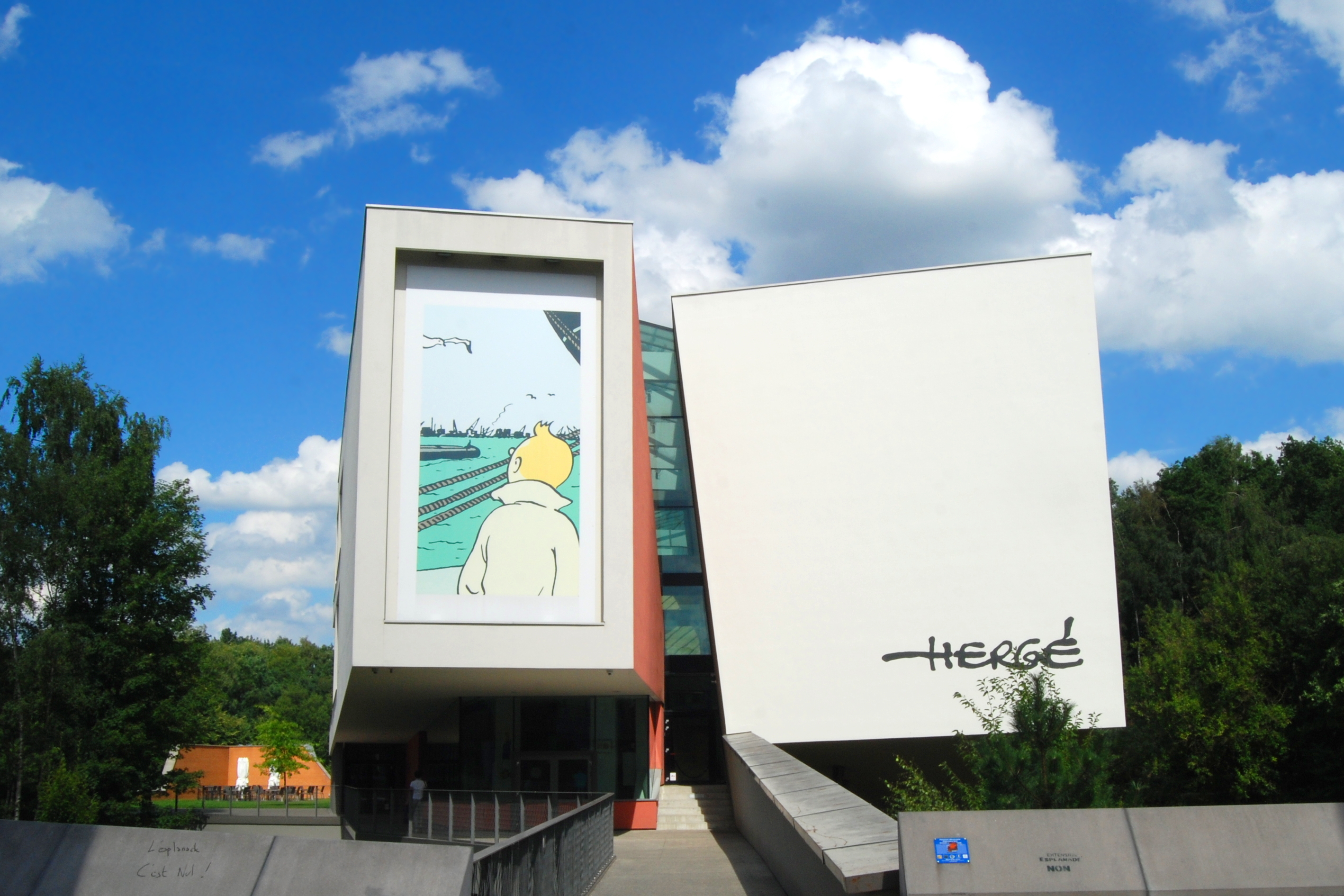
Musée Hergé
(Christian de Portzamparc - 2009).

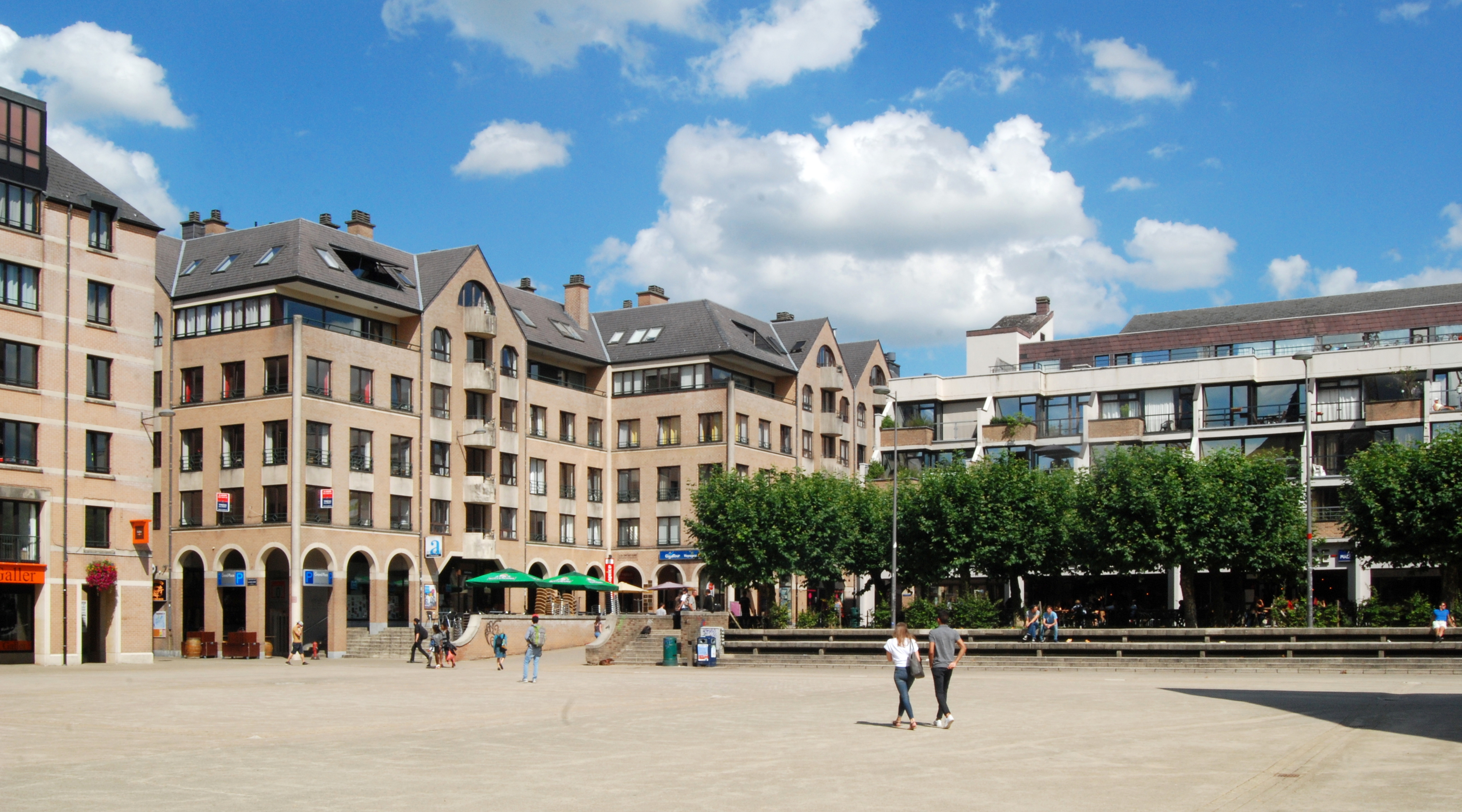
Grand-Place de Louvain-la-Neuve.

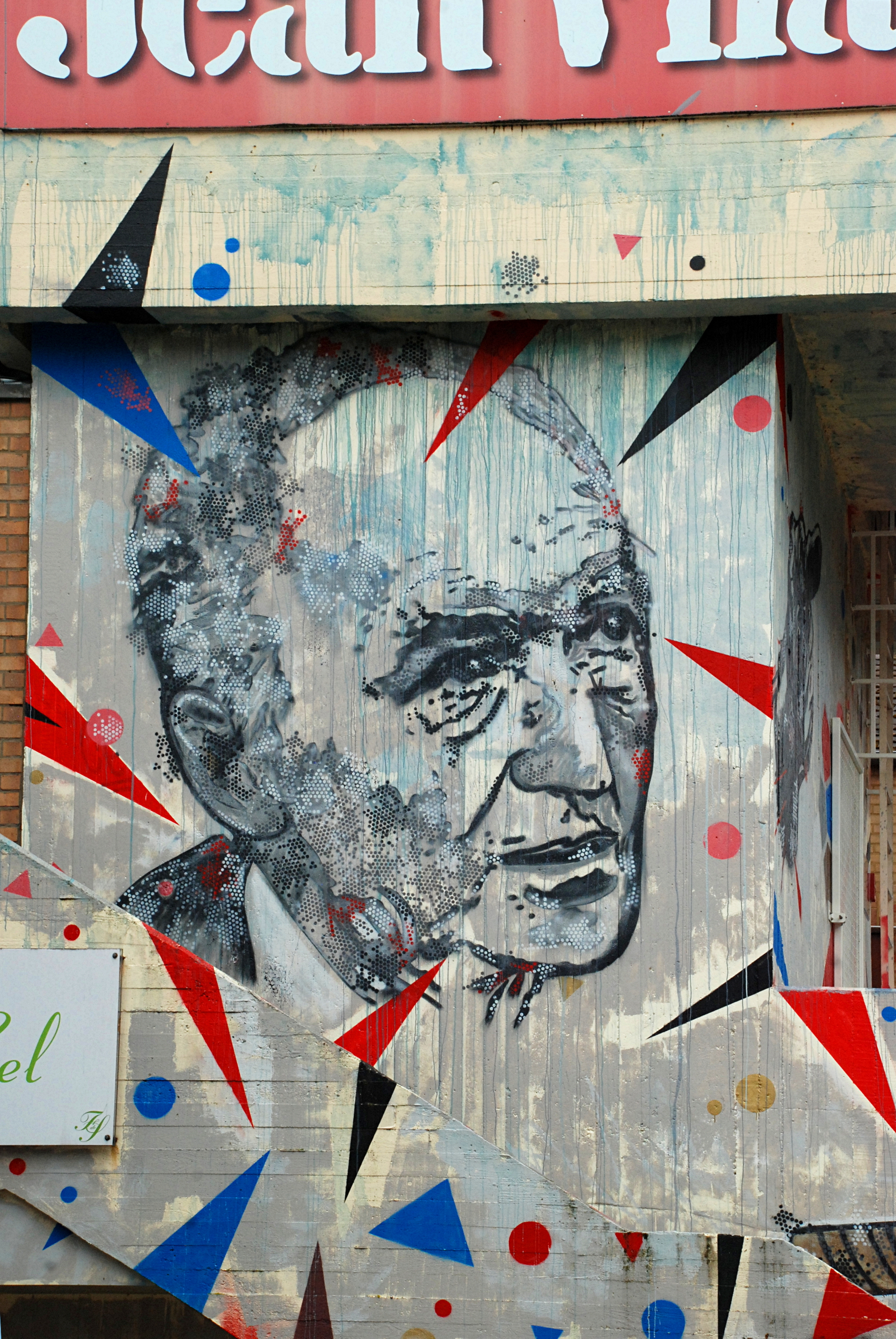
Atelier Théâtre Jean Vilar (Louvain-la-Neuve).

## Géographie

### Situation
Ottignies chevauche la vallée de la Dyle, au cœur du Brabant wallon. La commune est située à environ 25 kilomètres au sud-est du centre de Bruxelles, la capitale belge.

### Sections de la commune
| # | Nom              | Superf. (km²) | Habitants (2020) | Habitants par km² | Code INS            |
| - | ---------------- | ------------- | ---------------- | ----------------- | ------------------- |
| 1 | Ottignies        | 13,80         | 10.166           | 737               | 25121A0-A3 / 25121D |
| 2 | Louvain-la-Neuve | 3,22          | 10.327           | 3.204             | 25121A4-A9          |
| 3 | Céroux-Mousty    | 10,32         | 5.407            | 524               | 25121B              |
| 4 | Limelette        | 6,06          | 5.408            | 892               | 25121C              |

### Communes limitrophes
| Rixensart | Wavre                      | Wavre              |
| Lasne     | Ottignies-Louvain-la-Neuve | Chaumont-Gistoux   |
| Genappe   | Court-Saint-Étienne        | Mont-Saint-Guibert |

### Relief et géologie
- Superficie : 3 397 ha
- Altitude : de 50 à 150 mètres
- Latitude nord : 50°40' - Longitude est : 4°30'

### Hydrographie
Les cours d’eau qui traversent la commune sont la Dyle et ses affluents, le Stimont, le Ry Pinchart, le Ry Angon, la Malaise et le Blanc-Ry.
Le lac de Louvain-la-Neuve sert de bassin d'orage pour le centre de Louvain-la-Neuve (construit sur une dalle de béton sur pilotis) et se déverse dans la Malaise.

La Dyle à la sortie d'Ottignies.
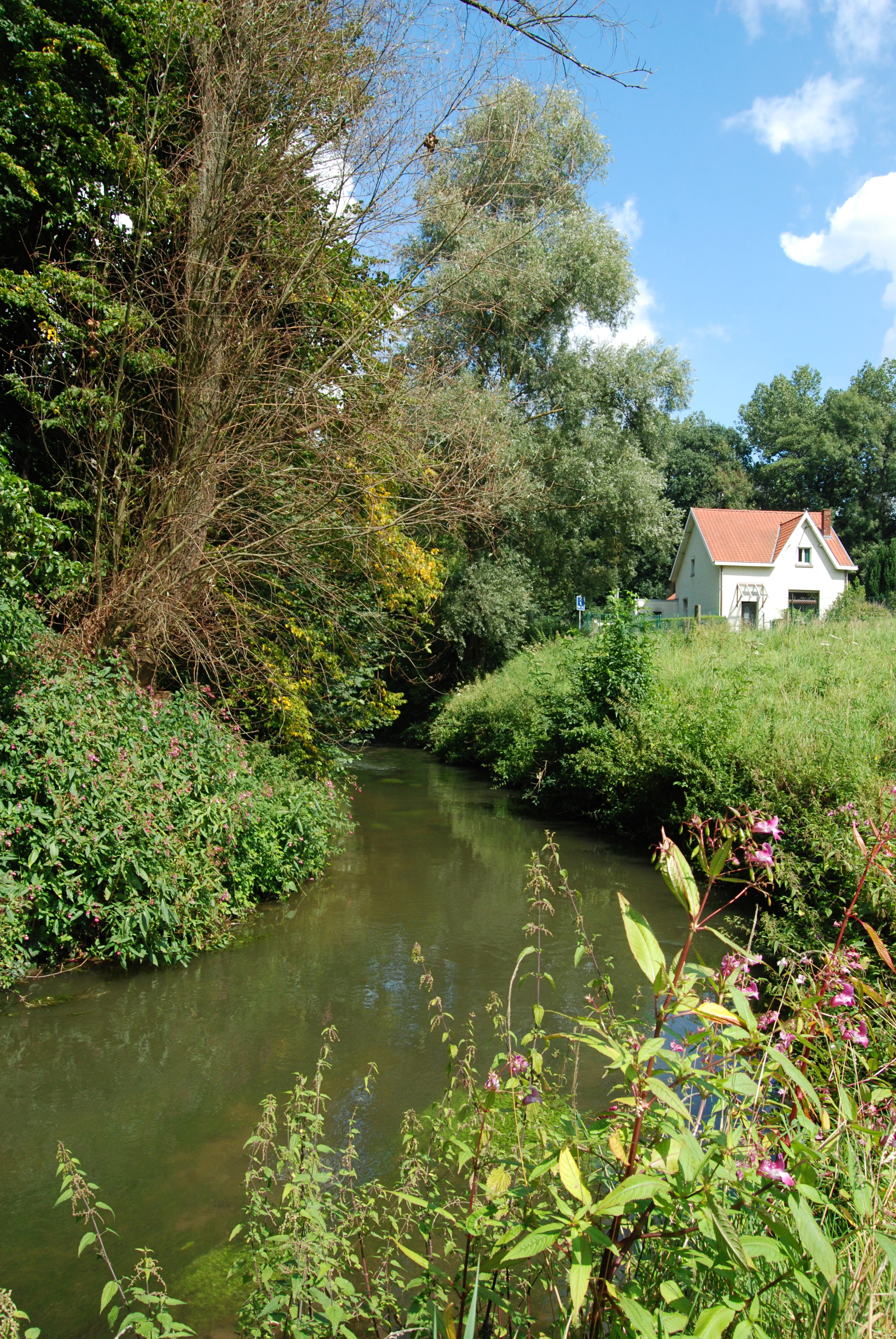
La Dyle à Ottignies.

## Population et évolution démographique

### Démographie: Avant la fusion des communes
- Source: DGS recensements population

### Démographie: Commune fusionnée
En tenant compte des anciennes communes entraînées dans la fusion de communes de 1977, on peut dresser l'évolution suivante :
Les chiffres des années 1831 à 1970 tiennent compte des chiffres des anciennes communes fusionnées.
- Source: DGS , de 1831 à 1981=recensements population; à partir de 1990 = nombre d'habitants chaque 1er janvier[2]

## Histoire

### Moyen Âge
Voir la rubrique « Histoire » de l'article Ottignies.

### XIXesiècle
Le 6 octobre 1895, un accident de chemin de fer a eu lieu sur la (ligne 140) vers Charleroi Sud. Quatorze personnes y perdirent la vie. Cet événement est commémoré par un mémorial placé rue du Monument no 11.

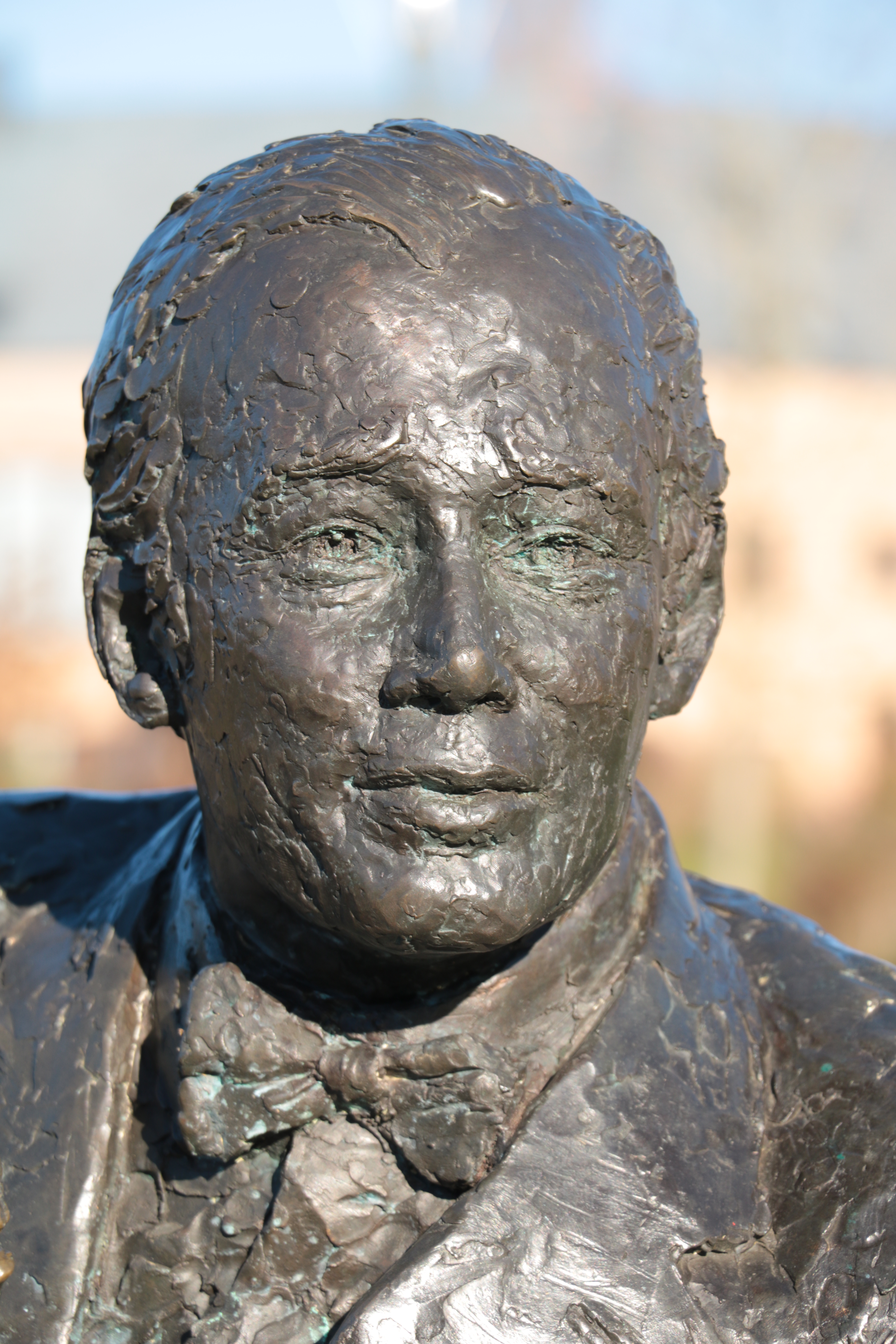
Yves du Monceau de Bergendal.

### Seconde Guerre mondiale
Entre le 14 et le 16 mai 1940, peu après l'invasion de la Belgique par les troupes allemandes, des compagnies françaises du 11e régiment de Zouaves s'étaient installées sur le territoire de Limelette et notamment sur le pont de la Dyle. Au cours des combats qui opposèrent les Français et les Allemands, une centaine de Zouaves, originaires de Jassans-Riottier, y ont perdu la vie. Une plaque commémorative se trouve toujours à Limelette.
Durant la seconde guerre mondiale, de nombreux bâtiments, dont l'église de Limelette furent détruits par le bombardement aérien du 20 avril 1944,,, qui affecta aussi Limal et Ottignies. Ce raid s'inscrivait dans le programme allié de destruction de l'infrastructure logistique allemande et visait les installations ferroviaires du nœud des lignes Bruxelles-Namur et Louvain-Charleroi et plus particulièrement la gare d'Ottignies, son dépôt de locomotives et la cinquantaine de locomotives allemandes qui s'y trouvaient. Il fut annoncé par la radio anglaise au cours de la journée : « SEINGITTO (Ottignies à l'envers) mourra ce soir ». Ce bombardement « en tapis », mené par 196 avions alliés, largua 1 500 à 2 000 bombes sur une zone allant de Moriensart à Limal et fit 84 victimes dont 41 à Limelette,. Les fusées des éclaireurs ayant manqué leur cible, les bombardiers firent de nombreuses victimes civiles mais fort peu de dégâts aux installations ciblées.

### Après-guerre
Dans les années 1960, les tensions communautaires autour de l'affaire de Louvain poussent les autorités francophones de l'Université catholique de Louvain à chercher un endroit en Wallonie où installer la section francophone de l'UCL. Le bourgmestre Yves du Monceau de Bergendal réagit positivement dès 1966 à cette demande et propose le plateau de Lauzelle. À la suite des évènements du Walen buiten, le déménagement est organisé à la hâte et la première pierre de Louvain-la-Neuve est posée en 1971. Au départ un campus, Louvain-la-Neuve se développe comme une véritable ville dans les décennies qui suivent.

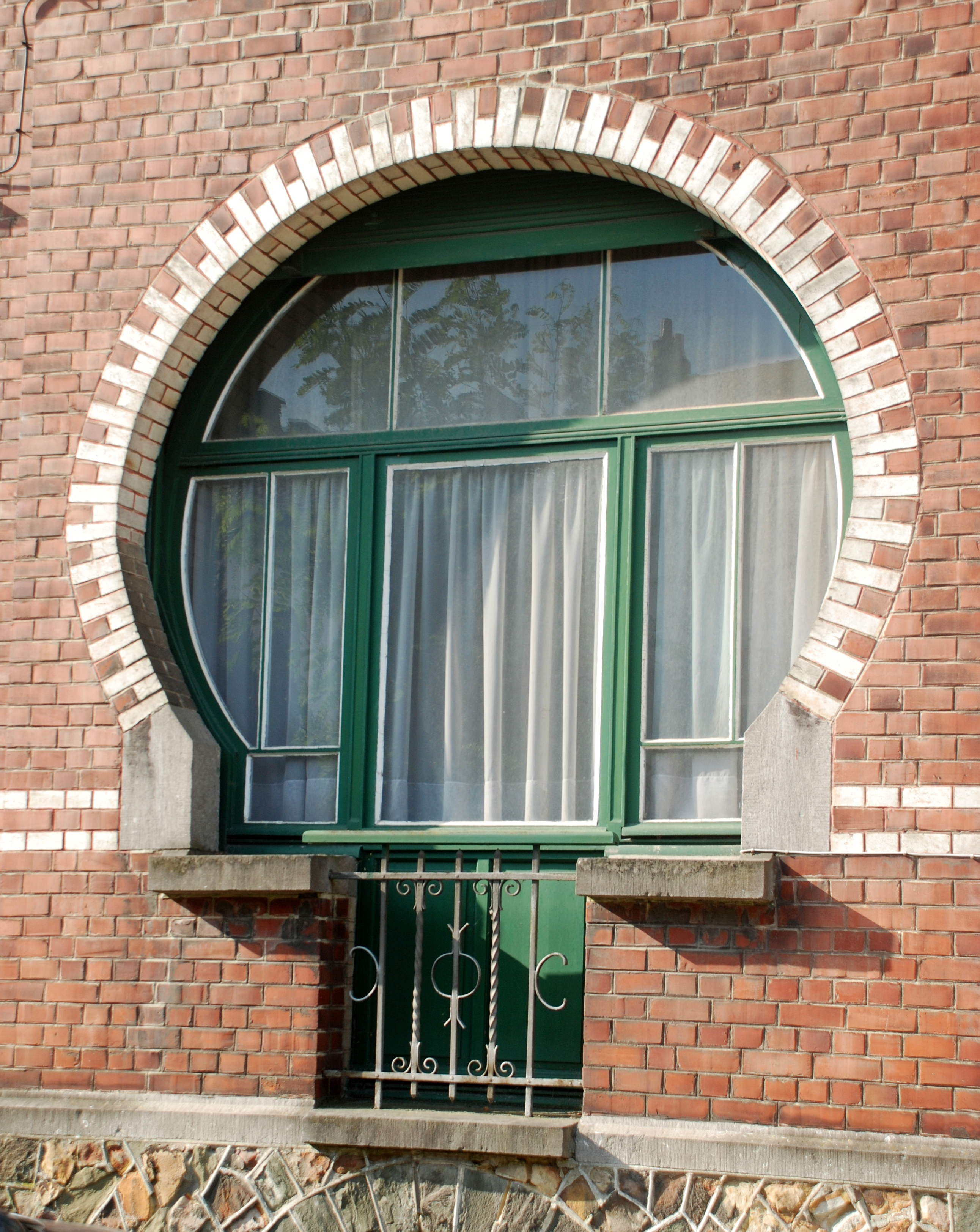
Art nouveau à Ottignies.

La commune d'Ottignies-Louvain-la-Neuve a été créée le 1er janvier 1977 par la fusion des communes d'Ottignies, de Céroux-Mousty et de Limelette et plusieurs modifications de limites, le site urbain de Louvain-la-Neuve étant situé dans l'ancienne commune d'Ottignies.

### XXIesiècle
En 2001, Ottignies-Louvain-la-Neuve devient la première commune de Belgique à élire un bourgmestre écologiste : Jean-Luc Roland. Après les élections communales d'octobre 2018, Julie Chantry lui succède et devient à 43 ans la deuxième bourgmestre écologiste de la ville,.
En 2017, les habitants de la commune sont invités à se prononcer pour la première fois par consultation populaire sur l'extension du centre commercial L'Esplanade de Louvain-la-Neuve. Ce mécanisme de référendum consultatif est autorisé depuis 2017 en Wallonie. La participation atteint 21,98% et 79,3% des électeurs s'opposent au projet.
Le centre d'Ottignies est fortement touché par les Inondations de juillet 2021 en Belgique.
Le 2 décembre 2024, l'Ecolo Julie Chantry cède la place de bourgmestre à Nicolas Van der Maren, le premier libéral à accéder au mayorat d'Ottignies-Louvain-la-Neuve depuis 24 ans,.

## Héraldique
|  | La ville possède des armoiries qui lui ont été octroyées le 18 décembre 1991. Elles sont une combinaison d'éléments des armoiries des familles qui ont joué un rôle dans la ville. Le premier quartier montre les armoiries de la famille Spangen, seigneurs d'Ottignies de 1602 à 1731. Elles étaient employées par l'ancienne commune d'Ottignies. Elles étaient blasonnées : D'or à la fasce d'azur,l'écu surmonté d'un heaume d'argent, couronné, grillé, colleté et liseré d'or, doublé et attaché de gueules, aux lambrequins d'or et de sable, tenu à dextre par un sauvage de carnation, ceint et couronné de lierre, armé d'une massue sur l'épaule, et supporté à senestre par un lion regardant d'or, lampassé de gueules. Cimier: une cuve de sable, cerclée d'or et remplie de plumes de coq de sable. Elles avaient été octroyées le 24 décembre 1962. Le second quartier montrent les armoiries de la famille Coloma, les derniers seigneurs de Céroux. Le troisième quartier sont les armoiries d'Anne-Josèphe de la Croix, Abbesse de l'Abbaye de Florival de 1733 à 1749 qui possédait les terres où fut érigée l'actuelle ville nouvelle de Louvain-la-Neuve. Le quatrième quartier montrent les armoiries de l'ancienne commune de Limelette qui s'était vu octroyer des armoiries le 12 décembre 1953. elles étaient blasonnées : D'or à trois coqs de gueules. Elles montraient trois coqs provenant des armoiries des seigneurs médiévaux de Limelette. Blasonnement : Ecartelé au 1 d'or à la fasce d'azur, au 2 d'azur à la bande d'or accompagnée de deux colombes d'argent becquées et membrées de gueules, à la bordure du second chargée de huit taus du premier, au 3 d'azur à la croix d'or cantonnée de quatre coquilles du même, au 4 d'or à trois coqs de gueules. - Délibération communale : 30 septembre 1991 - Arrêté de l'exécutif de la communauté : 18 décembre 1991 Source du blasonnement : Heraldy of the World. |

## Politique et administration

### Conseil communal
| Parti | Parti          | Voix  | Voix  | Sièges  | Sièges | Collège |
| Parti | Parti          | %     | +/-   | Sièges  | +/-    | Collège |
| ----- | -------------- | ----- | ----- | ------- | ------ | ------- |
|       | Ecolo          | 29,09 | 1,33  | 9 / 31  | 1      | Non     |
|       | PS             | 14,95 | 4,09  | 4 / 31  | 1      | Non     |
|       | IC-Impulsion C | 48,43 | 48,43 | 17 / 31 | 17     | Oui     |
|       | mD             | 2,20  | 2,20  | 0 / 31  | 0      | Non     |
|       | KAYOUX         | 5,33  | 2,18  | 1 / 31  | 1      | Non     |
| Total | Total          | 100   | 100   | 31      | 31     | 8       |

Le conseil communal se réunit le dernier mardi du mois, à 20 h 15, dans la Salle du Conseil communal de l'Hôtel de Ville. Il réunit les 31 conseillers communaux.

### Collège communal
Le collège communal se compose du bourgmestre, de six échevins et de la présidente du CPAS :
| Collège communal |                             |                              |
| ---------------- | --------------------------- | ---------------------------- |
| Bourgmestre      | Nicolas Van der Maren       | MR - IC-IMPULSION C          |
| 1er échevin      | Cédric du Monceau           | Les Engagés - IC-IMPULSION C |
| 2e échevin       | Jacques Otlet               | MR - IC-IMPULSION C          |
| 3e échevin       | Benoît Jacob                | Les Engagés - IC-IMPULSION C |
| 4e échevine      | Anouck Billiet              | IC-IMPULSION C               |
| 5e échevine      | Nancy Schroeders            | IC-IMPULSION C               |
| 6e échevine      | Nathalie De Taeye-Delpierre | IC-IMPULSION C               |

La nouvelle législation prévoit que le président du CPAS est désormais membre du collège à part entière.
Le collège se réunit chaque semaine — en principe, le jeudi après-midi — dans les locaux de l'administration communale.

### Bourgmestres
| Nom                          | Date de début | Date de fin | Durée  | Parti | Parti |
| ---------------------------- | ------------- | ----------- | ------ | ----- | ----- |
| Armand Bontemps              | 1946          | 1959        | 13 ans |       | PS    |
| Yves du Monceau de Bergendal | 1959          | 1989        | 30 ans |       | PSC   |
| Valmy Féaux                  | 1989          | 1994        | 5 ans  |       | PS    |
| Jacques Benthuys             | 1994          | 1994        | 1 an   |       | PS    |
| Jacques Otlet                | 1994          | 2000        | 6 ans  |       | PRL   |
| Jean-Luc Roland              | 2000          | 2018        | 18 ans |       | Ecolo |
| Julie Chantry                | 2018          | 2024        | 6 ans  |       | Ecolo |
| Nicolas Van der Maren        | 2024          | En cours    | 6 ans  |       | MR    |

### Jumelages et pactes d'amitié
Ottignies-Louvain-la-Neuve est jumelée avec les villes suivantes :

#### Jumelages
| Ottignies-Louvain-la-Neuve Louvain Jassans-Riottier Veszprém |

- Jassans-Riottier (France) depuis 1959[23], initialement avec Limelette ;
- Veszprém (Hongrie) ;
- Tiassalé (Côte d'Ivoire) ;
- Louvain (Belgique) depuis le 31 mai 2017.

#### Pactes d'amitié
- Masaya (Nicaragua) ;
- Drăgănești (Roumanie)[Laquelle ?].

## Patrimoine et culture

### Lieux et monuments
- Ottignies.
- Céroux-Mousty.
- Liste du patrimoine immobilier classé d'Ottignies-Louvain-la-Neuve.

Fermes classées
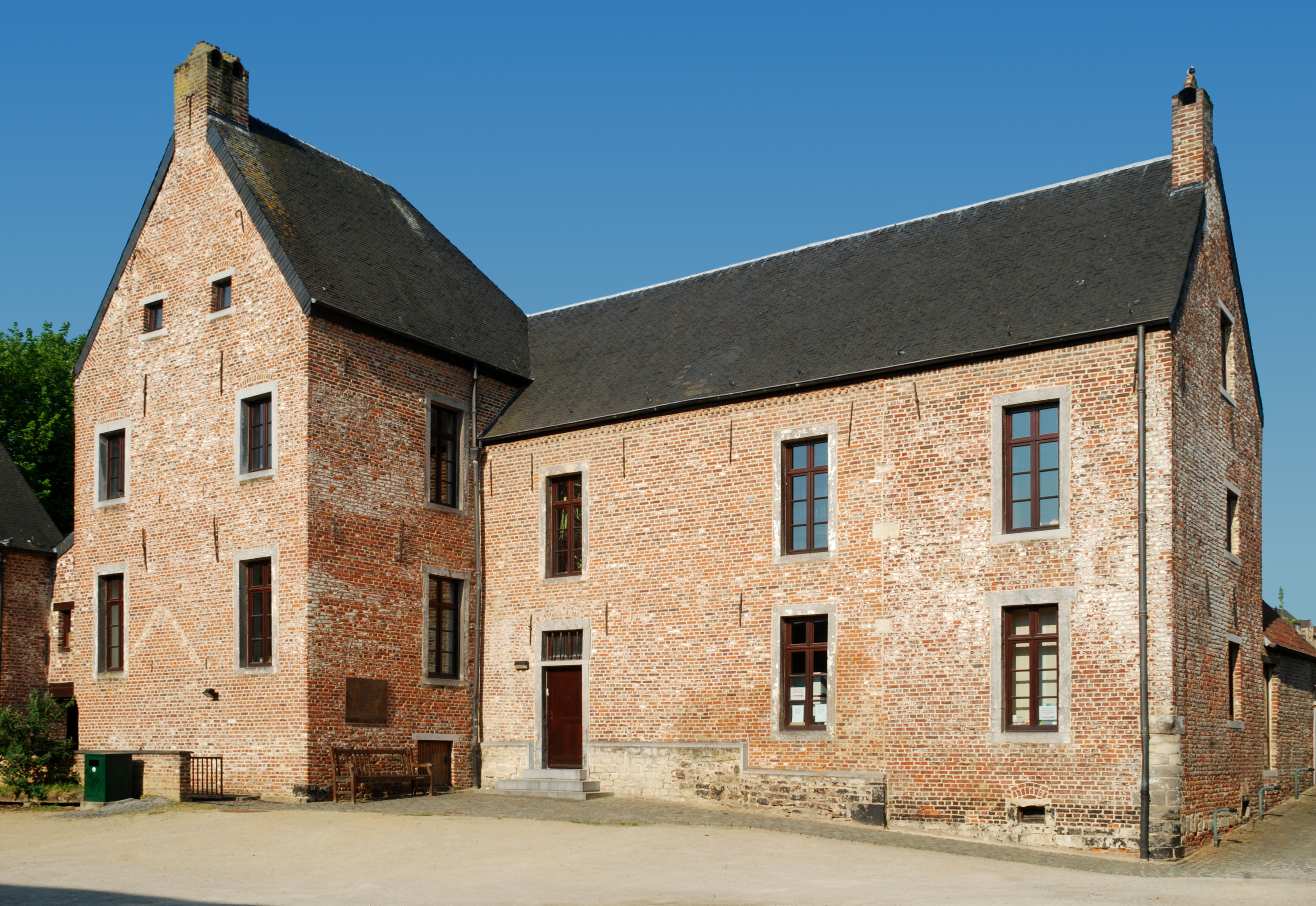
Ferme du Douaire (Ottignies).
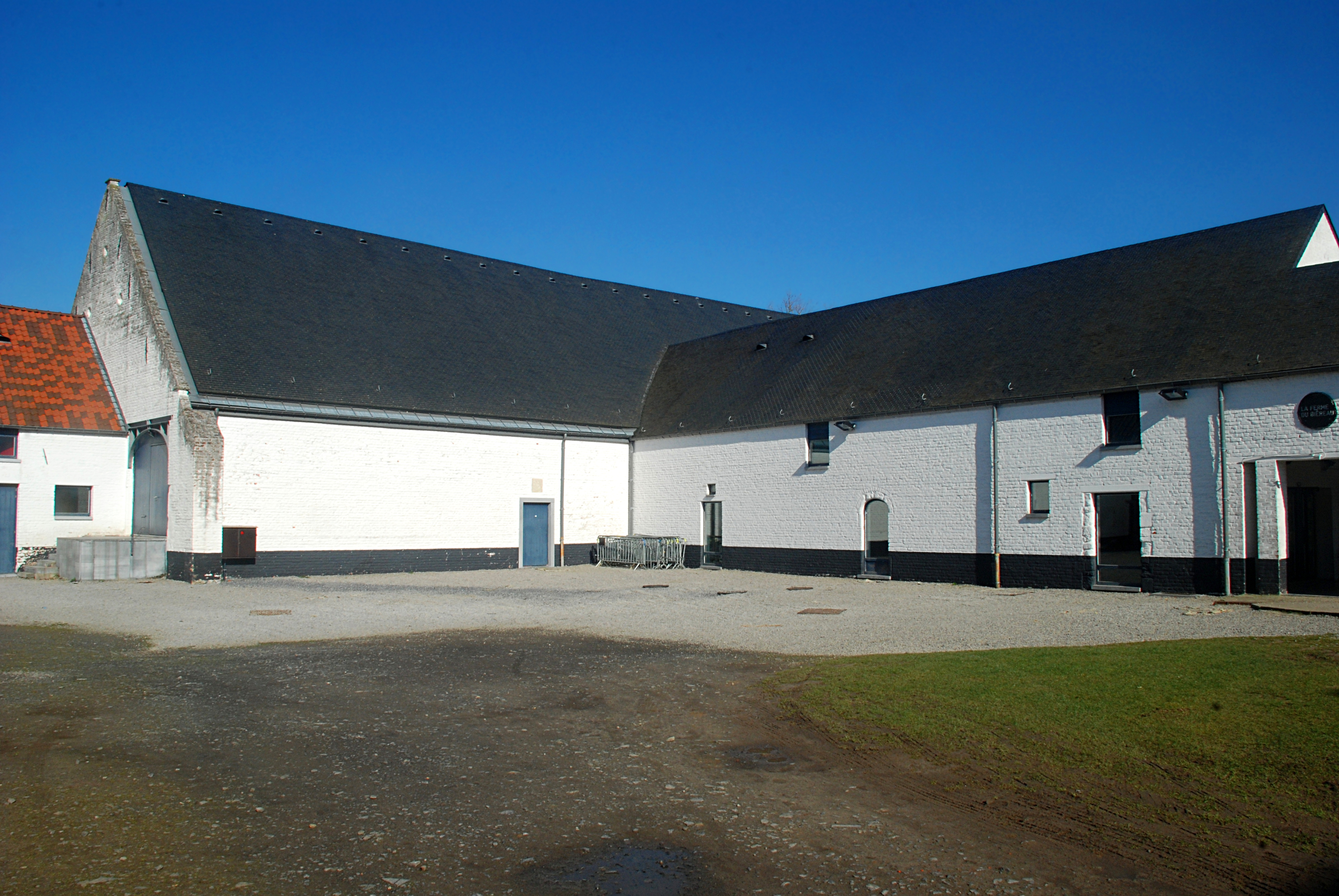
Ferme du Biéreau (Louvain-la-Neuve).

### Culture et religion

#### Folklore
- Organisation par les étudiants de l'Université catholique de Louvain des 24 heures vélo de Louvain-la-Neuve qui ont lieu les quatrièmes mercredi et jeudi d'octobre.
- Plusieurs quartiers de la ville possèdent des géants processionnels. Ottignies a organisé un festival des géants en 1991.
- Organisation wallonne du jeu d'Othello.
- La légende du Blanc T'chfau : rappelée par la chapelle du même nom.

#### Musées
- Le Musée L qui présente les collections de l'UCLouvain.
- Le Musée Hergé dédié à l'auteur de bande dessinée éponyme.

#### Sites naturels et parcs
- Le domaine provincial du Bois des Rêves.
- Le Lac de Louvain-la-Neuve.
- Le Bois de Lauzelle.

### Salles de spectacle
- Le Centre culturel d'Ottignies.
- La Ferme du Biéreau.
- L'Aula Magna.

#### Cultes et congrégations religieuses

##### Culte catholique
- Église Saint-Rémi au centre d'Ottignies.
- Église Saint-Géry de Limelette.
- Église Saint-Joseph de Rofessart.
- Église Saint-Pie X dans le quartier du Petit-Ry.
- Église Saints-Marie-et-Joseph du Blocry.
- Église Saint-François-d'Assise de Louvain-la-Neuve.
- Chapelle de la Source, place des Wallons à Louvain-la-Neuve.
- Chapelle Notre-Dame-d'Espérance, dans le quartier des Bruyères.
- Église Notre-Dame de Mousty.
- Église Notre-Dame-du-Bon-Secours de Céroux.
- Monastère Saint-André de Clerlande.
- Sœurs Salésiennes de Don Bosco, dans le quartier de l'Hocaille.

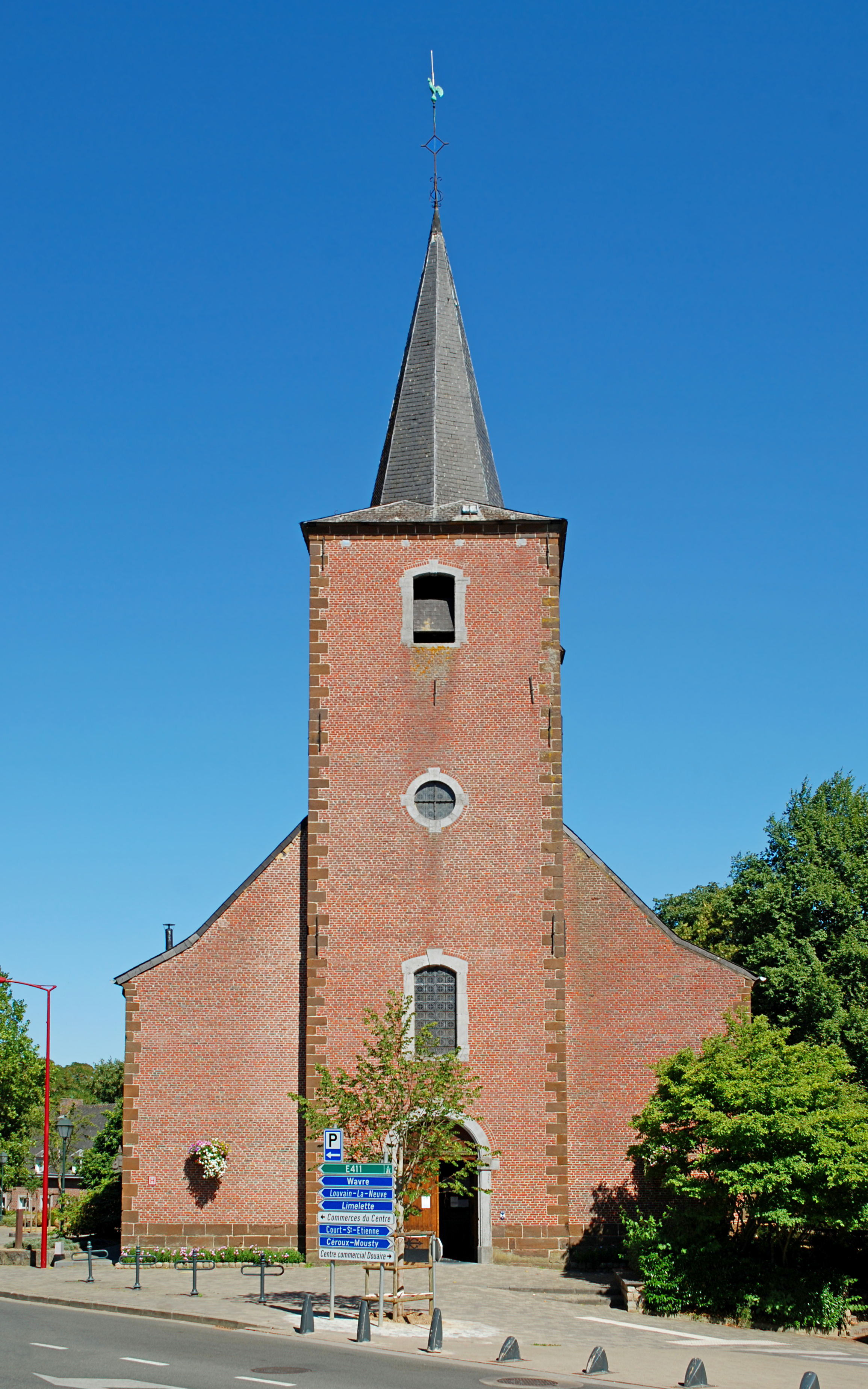
Église Saint-Rémi d'Ottignies.
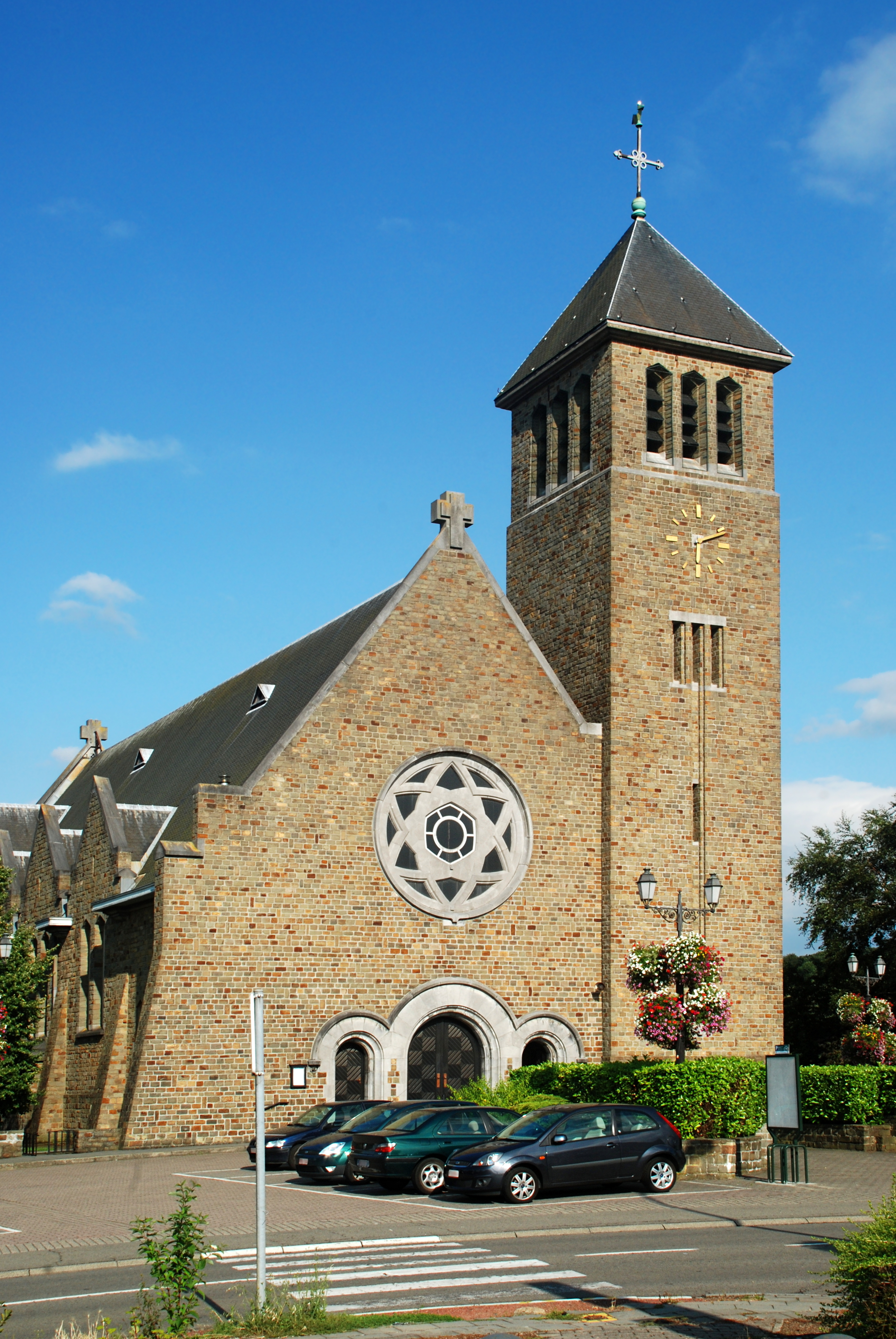
Église Saint-Géry de Limelette.
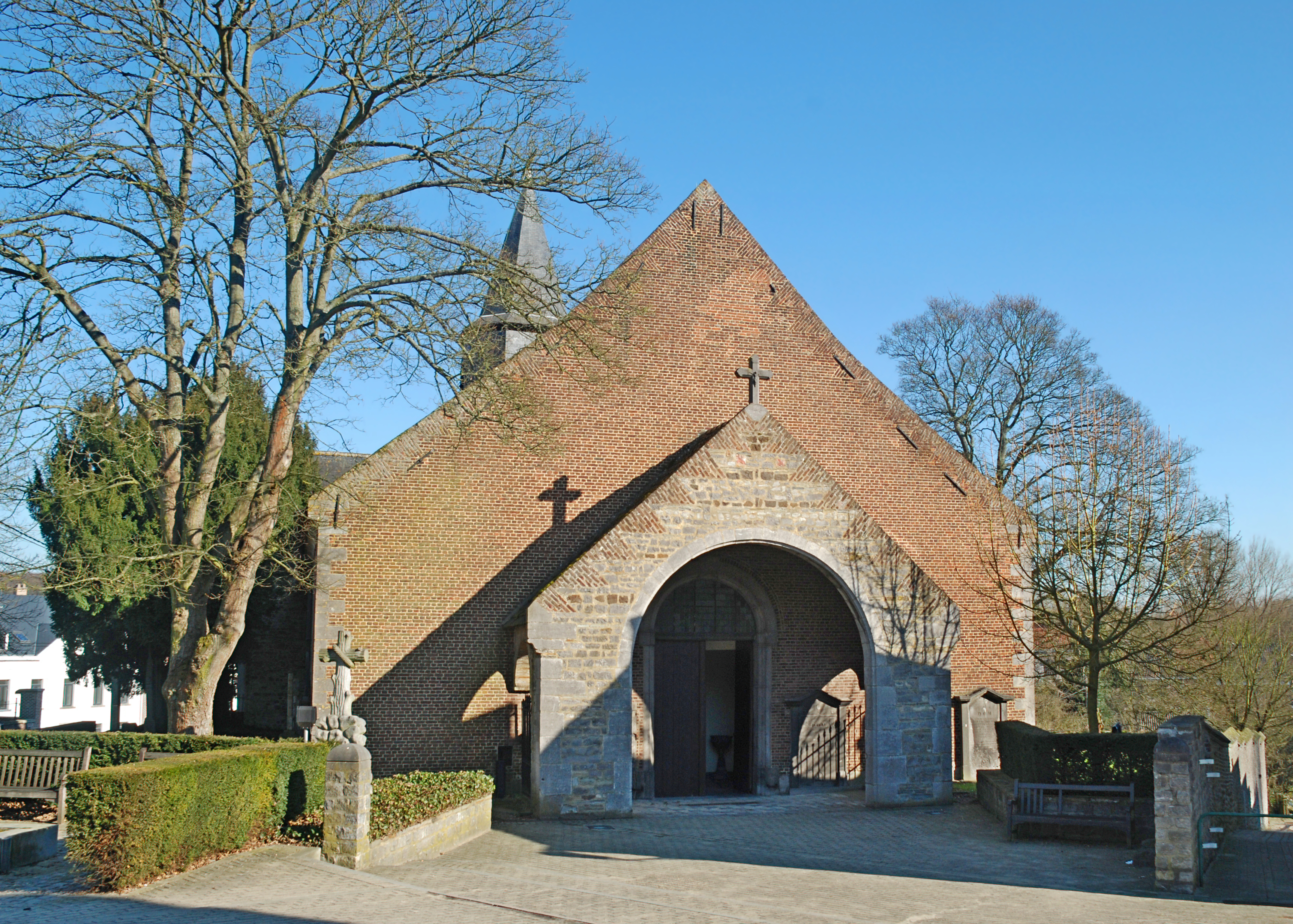
Église Notre-Dame de Mousty.
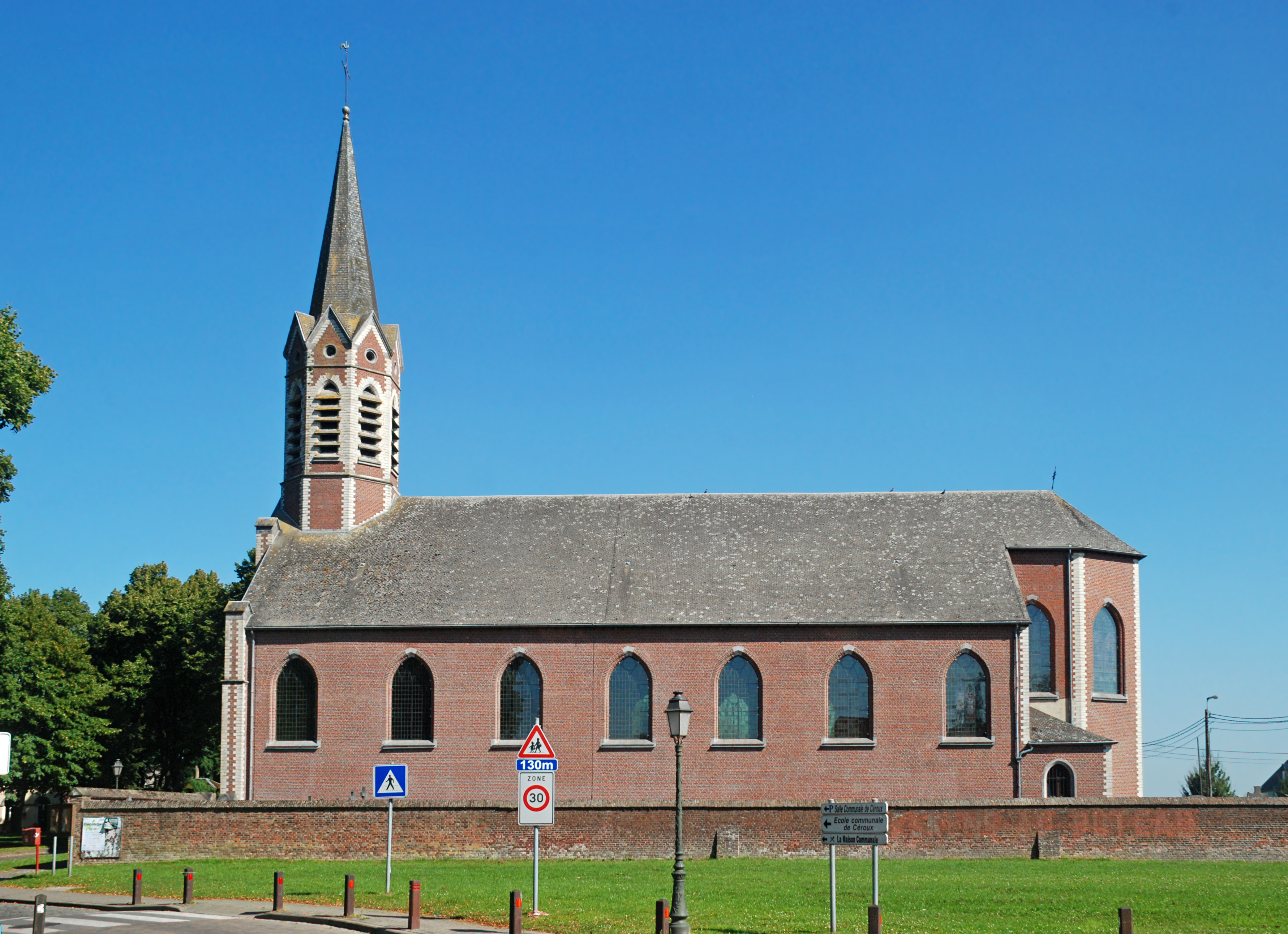
Église Notre-Dame-du-Bon-Secours de Céroux.
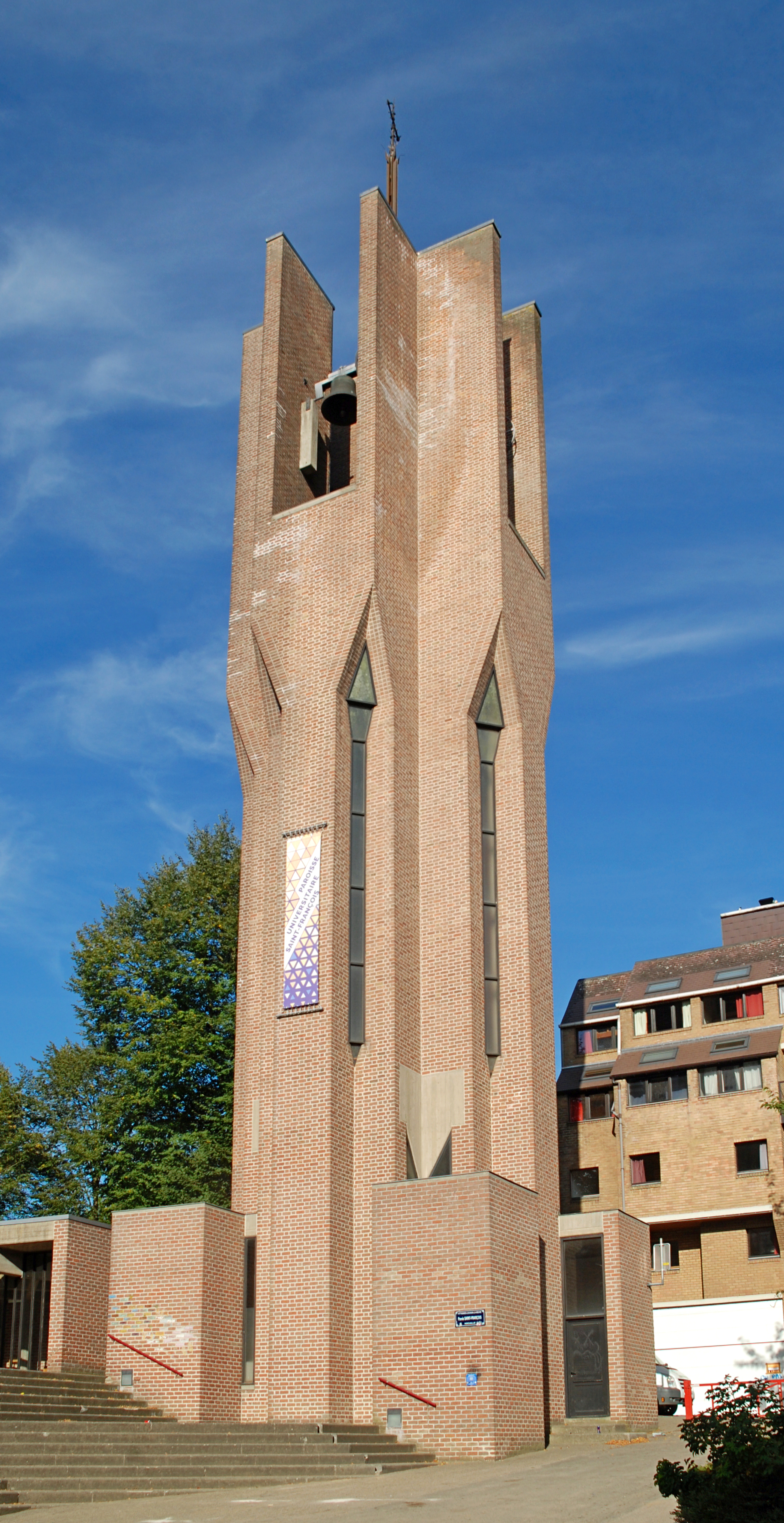
Église Saint-François-d'Assise de Louvain-la-Neuve.

##### Culte protestant
- Église Évangélique d'Ottignies.
- Église Protestante Évangélique de Louvain-la-Neuve.

##### Culte islamique

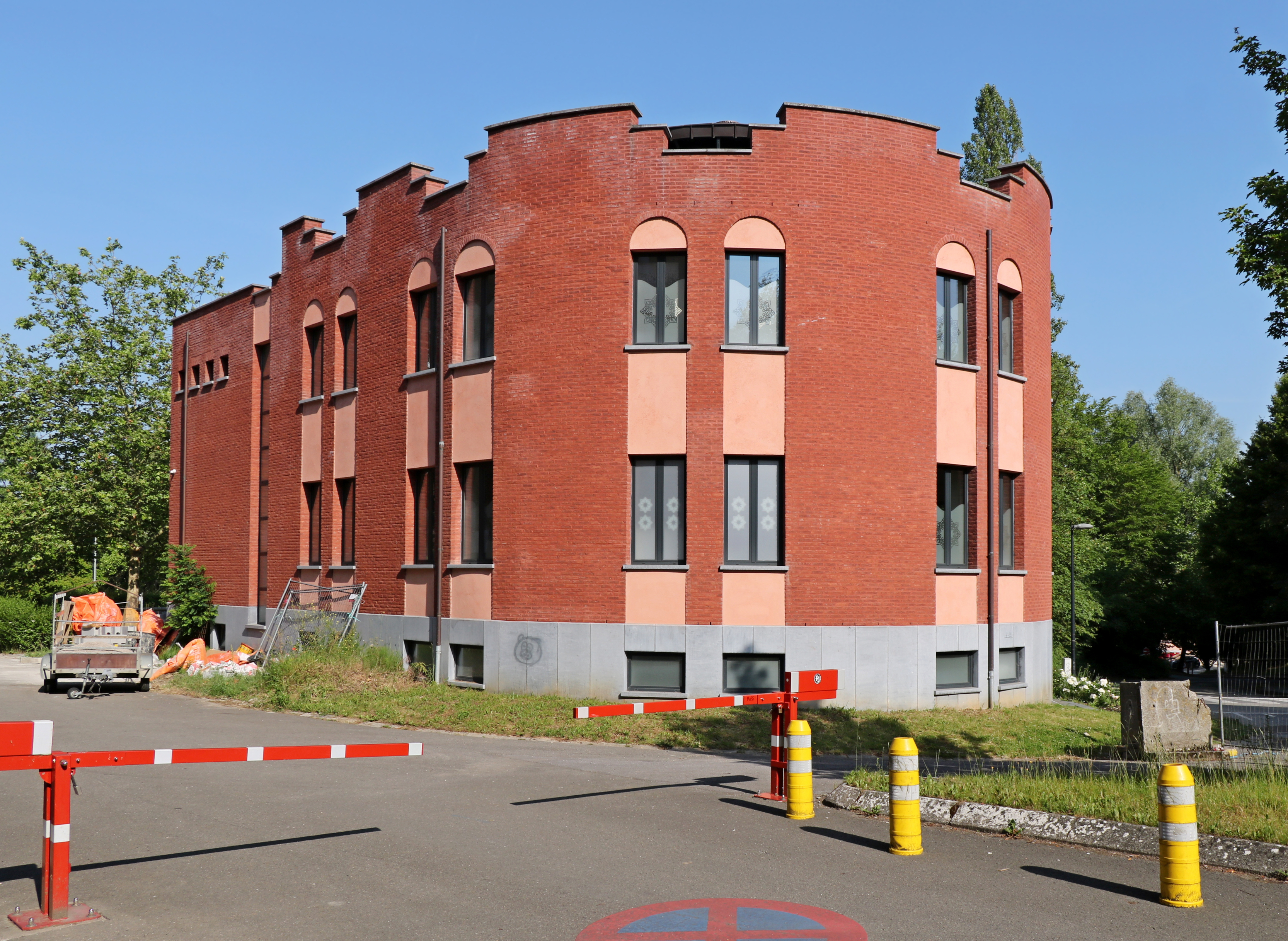
Mosquée de Louvain-la-Neuve.

- Mosquée de Louvain-la-Neuve.

##### Culte orthodoxe
- Chapelle Orthodoxe de Louvain-la-Neuve.

##### Laïcité organisée
- Maison de la Laïcité Hypathia.

## Enseignement

### Écoles de la commune

#### Écoles primaires
- École Communale de Limauges.
- École du Centre.
- École Communale de La Croix.
- École de Lauzelle.
- École de Blocry.
- École de Mousty - Coquerées.
- École des Bruyères.

#### Écoles secondaires
- Athénée Royal Paul Delvaux.
- Collège du Christ-Roi.
- Lycée Martin V.

#### Institutions supérieures
- UCLouvain.

## Économie

### Monnaie locale
Le talent, monnaie locale, est en circulation depuis 2016 à Ottignies-Louvain-la-Neuve. Cette circulation s'est étendue depuis à d'autres communes du centre du Brabant Wallon : Court-Saint-Étienne, Genappe, La Hulpe, Mont-Saint-Guibert, Rixensart, Villers-la-Ville et Wavre.

### Transports

#### Routes
La commune est desservie par les routes et autoroutes et est reliée à :
- Bruxelles et Namur par l'autoroute des Ardennes (E411 - A4) (sorties 8a et 9) ;
- Bruxelles, Wavre, Gembloux et Namur par la N4 ;
- Nivelles par la N25 ;
- Wavre par la N238 (appelée « Speedway » dans la région) ;
- Wavre, Court-Saint-Étienne et Genappe par la N237 ;
- Rixensart par la chaussée de Bruxelles (N275).

#### Chemins de fer
La gare d'Ottignies est la plus importante en Région wallonne en termes de navetteurs quotidiens (plus de 20 000). Elle est le carrefour entre les lignes menant à Bruxelles et Namur (ligne 161), à Charleroi (ligne 140) et à Louvain (ligne 139). Une petite jonction rendue indispensable par l'extension de l'Université permet de rejoindre Louvain-la-Neuve (ligne 161D).
Le bâtiment actuel de la gare a été érigé en 2000, à la place de l'ancienne gare datant du XIXe siècle, pour remplacer un ancien édifice jugé inadapté. Une nouvelle rénovation de la gare est attendue pour 2029.
Un projet de RER autour de Bruxelles permettrait encore la densification des liaisons ferroviaires vers la capitale et dans la commune. Les travaux d'élargissement de la ligne vers Bruxelles à 4 voies au lieu de deux ont commencé dans la commune au début 2008. La mise en place complète du réseau RER de et vers Ottignies-Louvain-la-Neuve est prévue pour 2023, après de nombreux retards.

#### Bus
La commune est desservie par le réseau public du TEC Brabant wallon, notamment au départ des gares des bus d'Ottignies et de Louvain-la-Neuve. Elle est reliée aux villes et villages voisins et à Bruxelles par des bus locaux et express.

## Sports et vie associative

### Vie associative

#### Associations de la commune
- Service Volontaire InternationalCatégorie Associations :
- Cercle d'Histoire d'Ottignies (créé en 1933) ;
- L'équipe du SPoTT (Centre Culturel d'Ottignies) (2024) ;
- Les Fondateurs de l'association Solutions Parents (2024) ;
- Les bénévoles des Ecoles des Devoirs (2024).

## Personnalités liées à la commune
(par ordre chronogique de naissance)
- Omer Lambillotte, (1891-1988) accordéoniste virtuose, soliste, chef d'orchestre, professeur[27].
- Le peintre Paul Delvaux (1897-1994) a représenté plusieurs fois les trains de la gare d'Ottignies qu'il a beaucoup fréquentée étant enfant. L'Athénée Royal Paul Delvaux, une des plus importantes écoles primaire et secondaire de la commune et l'Avenue Paul Delvaux lui rendent hommage. Plusieurs reproductions de ses tableaux sont affichées en gare de Louvain-la-Neuve, dont il est devenu chef de gare honoraire en 1985[28].
- Hergé (1907-1983), le créateur de Tintin, a séjourné à Céroux. La rue où se trouve sa maison a été renommée Rue Hergé. Le musée Hergé est également installé au 26, rue du Labrador à Louvain-la-Neuve depuis 2009.
- Yves du Monceau de Bergendal, (1922-2013) Homme politique et d'affaires belge. Bourgmestre d'Ottignies de 1958 à 1988.
- Valmy Féaux (1933-), homme politique socialiste, il a notamment exercé les fonctions de bourgmestre, député national, ministre national, de ministre wallon, de ministre-président de la Communauté française, et il fut le premier gouverneur de la Province du Brabant wallon.
- Gérard Deprez (1943-), homme politique, ancien conseiller communal[29], ancien président du PSC, fondateur du MCC, il a également été député européen durant plus de 30 ans.
- Esteban Lozada (1982-), joueur de rugby.
- Myriam Leroy (1982-), journaliste, écrivaine et chroniqueuse radio et télé, originaire de Limelette[30].
- Justine Henin (1982-), championne de tennis, propriétaire du club de la Palestre à Limelette.
- Thomas Crauwels (1983-), photographe de haute montagne et alpiniste, actif en Suisse, né à Ottignies.
- Joachim Gérard (1988-), champion de tennis en fauteuil roulant, originaire de Limelette.

### Citoyens d'honneur
- Jules Casse, ( -2025) Ouvrier syndicaliste de papeterie, défenseur du quartier de la Baraque.
- Marina Ovsyannikova, (1978- )  Journaliste russe, militante d'opposition à la guerre en Ukraine.
- Gabriel Ringlet, (1944- ) vice-recteur de l'UCLouvain[31].
- Claire Delens, Fondatrice de l'association Copains du Moulin.
- Christelle Cornil, (1977- ) Comédienne.
- Johan Vandermaeten, président de l'Association des Commerçants.
- Marthe Nyssens, (1965- ) Pro-rectrice Transition et Société à l'UClouvain. (2024)[32].